# Crossfade (Band)
Crossfade ist eine US-amerikanische Post-Grunge- und Hard-Rock-Band aus Columbia (South Carolina).

## Geschichte
Die Band wurde 1991 von Gitarrist und Sänger Ed Sloan, Bassist Mitch James und Schlagzeuger Brian Geiger als Trio unter dem Namen The Nothing gegründet. Später war die Band auch als Sugardaddy Superstar bekannt, bevor 2002 der Name in Crossfade  umgeändert wurde. In diesem Jahr stieß auch DJ und Backgroundsänger Tony Byroads zu der Band.
Crossfade erregte das Interesse der Los Angeles, Kalifornien A&R Company Taxi, welche ihnen die Unterzeichnung eines Plattenvertrages bei Columbia Records ermöglichte. Das erste selbstbetitelte Album erschien in den USA am 13. April 2004. Auf ihrer Homepage gaben Crossfade bekannt, dass ihr drittes Album We all Bleed im Frühjahr 2011 erscheinen wird.

## Diskografie

### Studioalben
| Jahr | Titel        | Höchstplatzierung, Gesamtwochen, AuszeichnungChartsChartplatzierungen (Jahr, Titel, Platzierungen, Wochen, Auszeichnungen, Anmerkungen) | Anmerkungen                           |
| Jahr | Titel        | US | Anmerkungen                           |
| ---- | ------------ | --- | ------------------------------------- |
| 2004 | Crossfade    | US41 Platin · (70 Wo.)US | Erstveröffentlichung: 13. April 2004  |
| 2006 | Falling Away | US30 (5 Wo.)US | Erstveröffentlichung: 29. August 2006 |
| 2011 | We All Bleed | US100 (1 Wo.)US | Erstveröffentlichung: 21. Juni 2011   |

### Singles
| Jahr | Titel Album    | Höchstplatzierung, Gesamtwochen, AuszeichnungChartsChartplatzierungen (Jahr, Titel, Album, Platzierungen, Wochen, Auszeichnungen, Anmerkungen) | Anmerkungen                        |
| Jahr | Titel Album    | US | Anmerkungen                        |
| ---- | -------------- | --- | ---------------------------------- |
| 2004 | Cold Crossfade | US81 Gold + Gold (Mastertone) · (23 Wo.)US | Erstveröffentlichung: 25. Mai 2004 |

Weitere Singles
- 2005: So Far Away
- 2005: Colors
- 2006: Invincible
- 2006: Drown You Out
- 2006: Already Gone
- 2011: Killing Me Inside
- 2011: Prove You Wrong
- 2012: Dear Cocaine